# Palazzo Falier (San Marco)
Palazzo Falier o Palazzo Falier Canossa è un edificio veneziano affacciato sul Canal Grande tra Ca' del Duca e Palazzo Giustinian Lolin, collocato nel sestiere di San Marco.

## Storia
L'edificio fu commissionato dai Falier, che ne mantennero la proprietà fino all'estinzione, avvenuta nel secolo scorso. In seguito alla vendita, lo stabile passò prima alla nobile famiglia veronese Canossa e poi agli attuali proprietari. L'edificio è stato più volte aperto al pubblico in occasione di eventi collaterali paralleli alla Biennale.

## Descrizione
Presenta una facciata leggermente arretrata e dall'aspetto davvero insolito, che contravviene la tradizione della tripartizione, tipica di molti palazzi veneziani: essa è infatti movimentata da due caratteristici liagò, che fiancheggiano la grande polifora centrale. Si è creduto per moltissimo tempo si trattasse di aggiunte posteriori, giustapposte all'edificio durante i restauri Ottocenteschi che ne modificarono profondamente l'aspetto, mentre oggi possiamo accertare che essi risalgono al XV secolo. La struttura è stata sopraelevata di un piano durante l'Ottocento con l'aggiunta di un mezzanino sottotetto.
Di particolare pregio sono gli interni, il cui locale di maggior prestigio è la sala da pranzo decorata con specchi e stucchi dorati.